# Sinea raptoria
Sinea raptoria är en insektsart som beskrevs av Carl Stål 1862. Sinea raptoria ingår i släktet Sinea och familjen rovskinnbaggar. Inga underarter finns listade i Catalogue of Life.